# Mike Morrison (baloncestista)
Mike Morrison (nacido el 31 de octubre de 1989 en San Petersburgo (Florida), Estados Unidos), es un jugador de baloncesto estadounidense que juega en las filas del Mono Vampire de la Liga de Baloncesto de la ASEAN. Con 2,06 metros de estatura, juega en la posición de ala-pívot. 

## Trayectoria
Formado durante cuatro temporadas en George Mason Patriots y tras no ser drafteado en 2012, debutaría como profesional en las filas del Antwerp Giants, equipo de la Pro Basketball League, en los que jugó 7 partidos.
En la temporada 2012/13 se marcharía a Chipre para jugar en las filas de APOEL B.C. en el que disputa 33 partidos y promedia 11.91 puntos por encuentro.
En la temporada 2013/14 se marcharía a Finlandia para jugar 57 partidos de la Korisliiga y 6 de la Eurochallenge en las filas del Joensuun Kataja, promediando 13 puntos por encuentro en ambas competiciones.
Más tarde, jugaría desde 2014 a 2018 en las filas del Fraport Skyliners de la Basketball Bundesliga. En 2016, ganaría la Copa Europea de la FIBA.
Comienza la temporada 2018/19 en las filas del Krepšinio klubas Lietkabelis en el que juega 11 partidos de liga y 13 de Basketball Champions League.  A mitad de temporada, regresa a Alemania para jugar en el s.Oliver Wurzburgo de la Basketball Bundesliga en la que juega 19 partidos y 13 más de FIBA Eurocup.
En verano de 2019, firmaría con Peristeri BC de la A1 Ethniki para jugar la temporada 2019/20. En las filas del conjunto griego disputa 7 partidos en los que promedia 7.71 puntos por encuentro en la A1 Ethniki y disputa también 5 partidos de la Basketball Champions League.
El 15 de enero de 2020, firma con el Mono Vampire de la Liga de Baloncesto de la ASEAN.